# Mal gusto (película)
Mal gusto (Bad Taste) es una película de culto de 1987, dirigida, escrita y producida por Peter Jackson. Es el primer largometraje de Jackson, quien la filmó con la ayuda de sus amigos durante su tiempo libre. La trama gira en torno a un grupo de extraterrestres que llegan a Nueva Zelanda para secuestrar personas y convertirlas en comida.

## Trama
Unos extraterrestres invaden el pueblo de Kaihoro en Nueva Zelanda, los habitantes del pueblo son asesinados y encerrados en cajas para convertirse en comida rápida. El gobierno envía a cuatro paramilitares para detener la invasión. 
Un civil que pasó por el pueblo es atrapado y llevado a una casa, la guarida de los extraterrestres. Los protagonistas van a su rescate, convirtiendo al patio de la casa en todo un campo de batalla. El civil es rescatado, y el líder de los extraterrestres huye en una nave. Para desgracia del extraterrestre, uno de los paramilitares, Derek, estaba en la nave y lo mata con una motosierra.

## Reparto
| Actor         | Personaje      |
| ------------- | -------------- |
| Terry Potter  | Ozzy           |
| Pete O'Herne  | Barry          |
| Peter Jackson | Derek, Robert  |
| Mike Minett   | Frank          |
| Craig Smith   | Giles          |
| Costa Botes   | Extraterrestre |
| Doug Wren     | Lord Crumb     |

## Producción
Peter Jackson comenzó a rodar la película principalmente durante los domingos, dado que debía trabajar los demás días de la semana. El rodaje de la cinta duró cuatro años, lo cual se debió a las dificultades para que todos los involucrados en la cinta coincidieran en sus tiempos libres. Los actores de la película eran amigos y vecinos del director. Aunque la idea original era hacer un cortometraje, Jackson se dio cuenta de que el material utilizable abarcaba aproximadamente 75 minutos, lo suficiente para hacer un largometraje.
Jackson estuvo a cargo de la producción, dirección, fotografía y montaje de Mal gusto, interpretando incluso a dos de los personajes que aparecen en la película. Según sus propias palabras:

El gran número de trabajos y tareas que hice surgieron debido a que no tenía dinero, no había presupuesto, no había en lo absoluto [...] Literalmente terminé en la película, interpretando un papel en el filme, porque me quedé sin amigos. Sí, tenía un grupo limitado de gente que sabía que podía convencer para venir a lo largo de cada fin de semana durante meses. Se convirtieron en años. Así que me asigné uno de los personajes.

Tras el rodaje, el director recibió ayuda de la New Zealand Film Commission, que ayudó a financiar la película, permitiendo que Jackson se dedicara a tiempo completo a terminarla. Una vez finalizada, la cinta fue exhibida en el Festival de Cine de Cannes, donde fue comprada por distribuidores de diversos países.

## Recepción
La película obtuvo una buena respuesta por parte de la crítica cinematográfica, logrando un 70% de comentarios "frescos" en el sitio web Rotten Tomatoes. Matt Ford de la BBC escribió: "A pesar de ser poco más que una selección de personajes poco convincentes e imaginativas -aunque exageradas- ejecuciones, la energía absurda de la película y su gloriosa calidad clase B te mantienen enganchado hasta el apocalíptico final".
En 2008, la revista Empire llevó a cabo una encuesta entre lectores y críticos de cine para seleccionar las 500 mejores películas de todos los tiempos, y Mal gusto fue ubicada en el puesto 416.

## Premios
| Año  | Premio        | Categoría              | Receptor(es)  | Resultado |
| ---- | ------------- | ---------------------- | ------------- | --------- |
| 1990 | Fantasporto   | Mejor película         | Peter Jackson | Nominado  |
| 1989 | Fantafestival | Premio de la audiencia | Peter Jackson | Ganador   |